# Rumuruti
Rumuruti es una localidad de Kenia, con estatus de villa, perteneciente al condado de Laikipia.
Tiene 32 993 habitantes según el censo de 2009, la mayoría de los cuales viven en las áreas rurales que rodean al núcleo principal.
Es un importante centro de ganadería. La localidad es famosa por haberse rodado aquí varias escenas de la película estadounidense Las minas del rey Salomón.
Ha sido designada como capital del condado, debiéndose trasladar hasta aquí las instituciones desde Nanyuki. No obstante, la oposición de algunos políticos del condado ha llevado a un litigio judicial.

## Demografía
Los 32 993 habitantes de la villa se reparten así en el censo de 2009:
- Población urbana: 6518 habitantes (3287 hombres y 3231 mujeres)
- Población periurbana: 3546 habitantes (1650 hombres y 1896 mujeres)
- Población rural: 22 929 habitantes (11 019 hombres y 11 910 mujeres)

## Transporte
En Rumuruti se cruzan las carreteras C76 y C77. La C77 une el lago Turkana con Gilgil pasando por el condado de Samburu, Rumuruti y Nyahururu. La C76 une Rumuruti con Nanyuki.